# Ordre de la République (Moldavie)
L'ordre de la République (en roumain : Ordinul Republicii) est l'ordre honorifique le plus élevé de la Moldavie.
Il est décerné par le président de la Moldavie pour des mérites exceptionnels dans tous les domaines qui profitent à la Moldavie et à l'humanité dans son ensemble. L'ordre a été créé en juillet 1992 ; son collier et son insigne sont en argent.
Un récipiendaire peut recevoir cette distinction une seule fois. La récompense suivante (inférieure) est l'ordre de Ștefan cel Mare.

## Récipiendaires

### Moldaves
- Grigorii Zapuhlih
- Silviu Berejan
- Vladimir Beşleagă
- Valeriu Boboc
- Ivan Bodiul – ancien président de la Moldavie soviétique
- Petru Bogatu
- Lorena Bogza
- Timofei Moșneaga – ancien ministre de la Santé de Moldavie
- Vasile Botnaru
- Val Butnaru
- Mihai Cimpoi
- Dumitru Ciubaşenco
- Nicolae Dabija
- Ion Druţă
- Corina Fusu
- Anatolie Golea
- Zinaida Greceanîi
- Aneta Grosu
- Ion Hadârcă
- Petru Lucinschi – ancien président de la Moldavie
- Nicolae Mătcaş
- Victor Puşcaş
- Sergiu Rădăuţan
- Gheorghe Rusnac
- Valeriu Saharneanu
- Ludmila Scalnai
- Vitalie Scalnai
- Mircea Snegur – premier président de la Moldavie
- Andrei Strâmbeanu
- Nicolae Sulac
- Constantin Tănase
- Vasile Tarlev
- Victor Teleucă
- Doina et Ion Aldea Teodorovici
- Serafim Urechean
- Valentina Ursu
- Grigore Vieru
- Mihai Volontir
- Veaceslav Iordan
- Elena Zamura
- Aurelian Silvestru
- Pavel Cebanu – président de la fédération moldave de football[1]
- Veaceslav Untilă  – président de la cour des comptes de Moldavie[2]
- Ion Madan – ancien député au parlement de Moldavie[3]

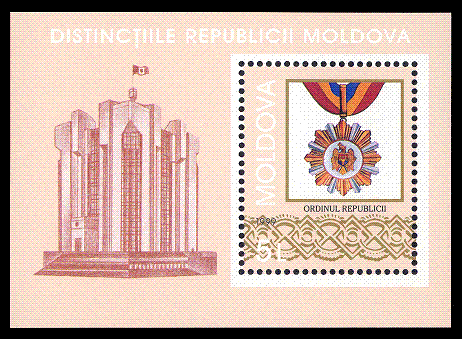
L'ordre représenté sur un timbre édité en 1999 par la Poste de Moldavie.

- Lidia Kulikovski – bibliothécaire

### Étrangers
- Alexis II de Moscou
- Traian Băsescu - ancien président de la Roumanie
- Süleyman Demirel -  9e président de la Turquie
- Leonid Kuchma - ancien président de l'Ukraine
- Gurbanguly Berdimuhamedow - ancien président du Turkménistan[4]
- Rosen Plevneliev - ancien président de la Bulgarie[5]
- Emmanuel Macron - président de la République française
- Angela Merkel [6] - ancienne chancelière d'Allemagne
- Klaus Iohannis - président de la Roumanie [7]
- Sofia Rotaru
- Dalia Grybauskaitė - ancienne présidente de la république de Lituanie[8]
- Dacian Cioloș - ancien Premier ministre de Roumanie[9]
- Victor Ponta - ancien Premier ministre de Roumanie[10]
- Recep Tayyip Erdoğan - président de la république de Turquie[11]
- Tudor Gheorghe - musicien roumain[12]